# Gane (affluent de la Diège)
Pour les articles homonymes, voir Gane.
La Gane (nommée la Dozanne ou le ruisseau d'Ozange dans sa partie amont) est un ruisseau français, affluent de la Diège et sous-affluent de la Dordogne, qui coule dans le département de la Corrèze, en région Nouvelle-Aquitaine.

## Géographie
Le Sandre considère que la Gane est un cours d'eau dont la partie amont porte les noms de Dozanne et ruisseau d'Ozange.
D'après le Sandre, la Dozanne naît dans le nord-est du département de la Corrèze vers 740 m d’altitude sur la commune d’Aix, au lieu-dit las Faulad, à trois kilomètres au sud-ouest du bourg. Sur sa carte 2232E, l'IGN, situe sa source plus en amont, juste en bordure sud du bourg d'Aix, vers 830 m d’altitude.
La Dozanne passe sous la route départementale (RD) 1089, entre sur la commune de Saint-Fréjoux, est franchie par la RD 159 puis la ligne ferroviaire Ussel -Eygurande-Merlines et l'autoroute A89, et passe 200 mètres à l'est du bourg de Saint-Fréjoux.
À Saint-Exupéry-les-Roches, elle passe sous les RD 105, 63 et 138 et prend alors le nom de ruisseau d'Ozange,. Après avoir reçu l'émissaire en provenance de l'étang de la Gâne, elle prend le nom de Gane, et passe sous la RD 45.
À Saint-Victour, elle est franchie par la RD 979 et rejoint la Diège à 537 mètres d'altitude en rive gauche, dans la retenue du barrage des Chaumettes, un kilomètre et demi au sud-ouest du bourg de Saint-Victour, face au lieu-dit le Chassagnol (commune de Saint-Étienne-la-Geneste).
Sa longueur est de 19 km pour un bassin versant de 52 km2.

### Affluents
Parmi les neuf affluents que le Sandre répertorie pour la Dozanne, le ruisseau d'Ozange et la Gane,, le plus long prend sa source en bordure de l'aérodrome d'Ussel - Thalamy, mesure 3,7 km et conflue en rive gauche du ruisseau d'Ozange.
Le ruisseau d'Ozange ayant un bras secondaire dans lequel se jette un affluent, le rang de Strahler de l'ensemble du cours d'eau est de trois.

### Communes traversées
À l'intérieur du seul département de la Corrèze, l'ensemble Dozanne-ruisseau d'Ozange-Gane arrose cinq communes, soit d'amont vers l'aval : Aix (source), Saint-Fréjoux, Saint-Exupéry-les-Roches, Veyrières et Saint-Victour (confluence avec la Diège).

## Monuments ou sites remarquables à proximité
- À Saint-Fréjoux :
  - l'abbaye Notre-Dame de Bonnaigue (ou de Bonnaygue), cistercienne, fondée par Étienne d'Obazine au XIIe siècle[12] ;
  - le château du Bazaneix mentionné au XIVe siècle[13] ;
  - l'église Saint-Frédulphe, romane et gothique avec clocher-mur[14] et clocheton à bulbe[15].
  - Le château de la Gâne (ou de La Ganne) à Saint-Exupéry-les-Roches, fondé au XIIIe siècle[16] ;
  - L'église Notre-Dame, du XIIe siècle, à Veyrières, qui dépendait de l'abbaye de Port-Dieu[17].

## Environnement
Dans son ultime partie aval, la Gane entre dans la zone naturelle d'intérêt écologique, faunistique et floristique (ZNIEFF) boisée et escarpée de la vallée de la Diège, propice à l'épanouissement de nombreuses espèces de plantes de type montagnard et/ou protégées en Limousin, ainsi qu'à la présence de la loutre qui fréquente les cours d'eau.

## Galerie de photos

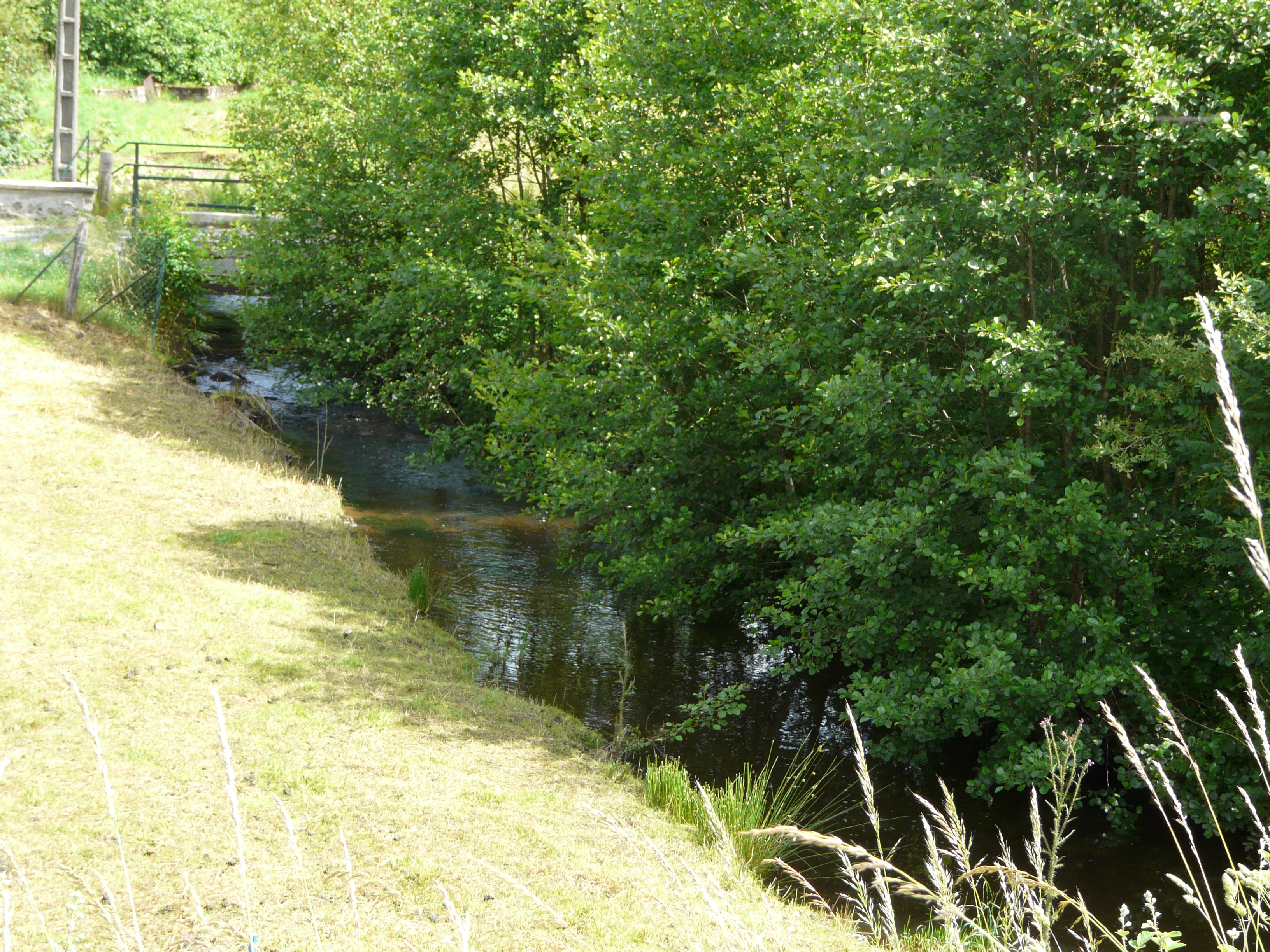
La Dozanne à Saint-Fréjoux.
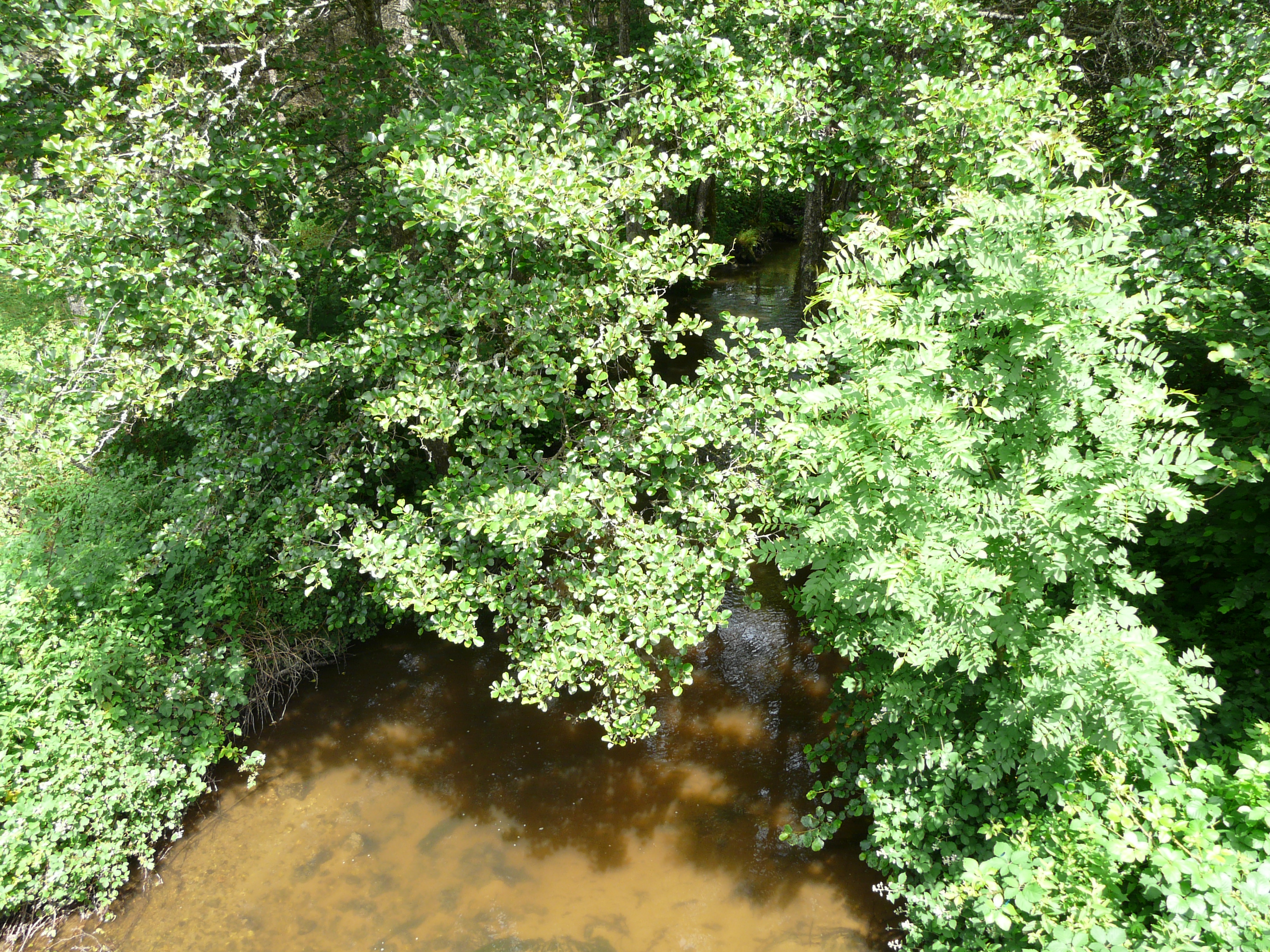
Le ruisseau d'Ozange à Saint-Exupéry-les-Roches.
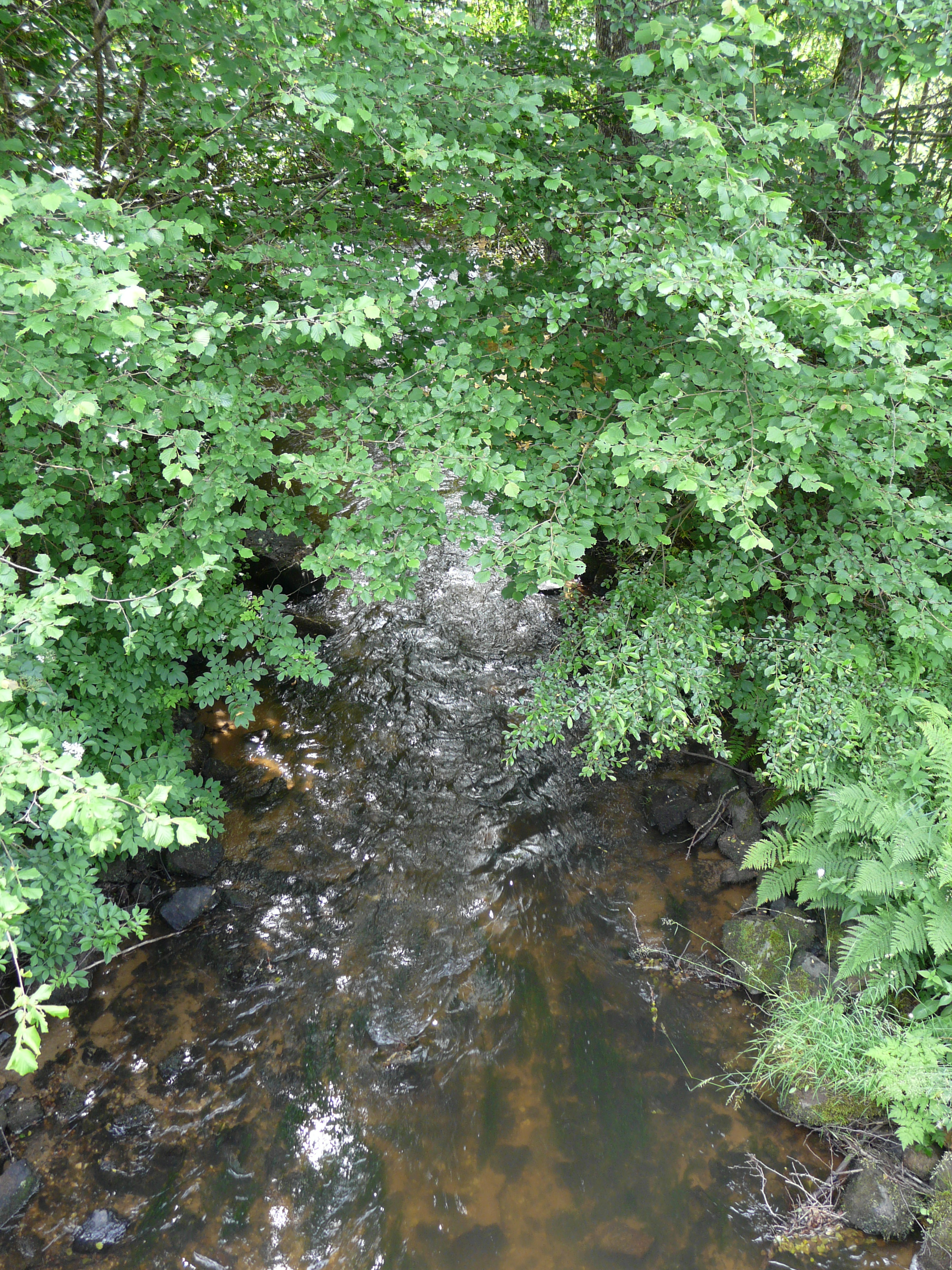
Idem.